# Jelena Rybakina
Jelena Andrejevna Rybakina (ryska: Елена Андреевна Рыбакина), född 17 juni 1999, är en ryskfödd kazakisk tennisspelare. Rybakina har som högst varit rankad på tredje plats på WTA-rankingen, vilket hon nådde den 12 juni 2023. Rybakina har varit i 19 finaler på WTA-touren och vunnit åtta av dessa.

## Professionell karriär

### 2014–2018: Första ITF-titlarna och landsbyte
Rybakina började spela som 15-åring på ITF Women's Circuit i december 2014. Medan hon fortfarande spelade på juniortouren nådde hon tre ITF-finaler i singel och vann två i dubbel under 2017. Hon debuterade även på WTA-touren i oktober 2017 vid Kremlin Cup, där hon genom kval tog sig till huvudturneringen men förlorade i den första omgången mot Irina-Camelia Begu. Vid sin nästa WTA-turnering i februari 2018, St. Petersburg Ladies' Trophy, vann Rybakina sin första WTA-match mot Timea Bacsinszky. Hon skrällde därefter genom att besegra världssjuan Caroline Garcia i tre set. Trots förlust i kvartsfinalen, tog Rybakinas insats henne från nr. 450 till nr. 268 på världsrankningen. I mars vann Rybakina sin första ITF-singeltitel vid en 15 000$-turnering i Kazan, där hon även vann dubbeltiteln. Rybakinas nästa stora hopp i rankingen kom i april då hon slutade på andra plats efter Sabina Sharipova vid ITF 60 000$-turneringen Lale Cup i Istanbul och då tog sig till nr. 215 på rankningen. I slutet av maj tog hon sig till topp 200 för första gången. Följande månad skaffade Rybakina sig kazakiskt medborgarskap och bytte federation från Ryssland till Kazakstan. Det kazakiska tennisförbundet hade erbjudit henne ekonomiskt stöd för att byta sitt medborgarskap, vilket Rybakina valde acceptera framför erbjudanden om collegespel i USA. Spelande för Kazakstan var Rybakina för första gången med i kvalet till en Grand Slam-turnering, US Open 2018, dock utan att nå huvudturneringen.

### 2019: Första WTA-titeln och topp 50-ranking
Efter att ha främst spelat ITF-turneringen under den första halvan av 2019, började Rybakina övervägande att spela på WTA-touren under den andra halvan av säsongen. Under årets första månader vann hon tre ITF-titlar, varav bland annat 60 000$-turneringen Launceston Tennis International. Rybakina gjorde sin Grand Slam-debut vid Franska öppna, där hon förlorade mot Kateřina Siniaková i den första omgången. Vid sin första WTA-tävling på gräs, Rosmalen Grass Court Championships, tog sig Rybakina för första gången till semifinal. Trots framgången förlorade hon redan i kvalet till Wimbledon. Rybakinas genombrott på WTA-touren kom i juli då hon tog sin första titel vid Bucharest Open, en månad efter att ha fyllt 20 år. Under tävlingen skrällde hon först mot andraseedade  Viktória Kužmová innan hon besegrade Patricia Maria Țig i finalen. Efter vinsten nådde hon första gången en topp 100-placering på rankingen och tog sig till 65:e plats på WTA-rankingen.
Rybakina kvalificerade sig för årets andra Grand Slam-turnering vid US Open 2019, men förlorade återigen i den första omgången. Vid nästkommande turnering, Jiangxi International Women's Tennis Open, tog hon sig till årets andra WTA-final där det blev en finalförlust mot svenska Rebecca Peterson. Resultatet vid turneringen gjorde att hon första gången nådde en topp 50-placering på rankingen. Rybakina avslutade året starkt och nådde minst kvartsfinal vid sina tre sista turneringar. Extra märkvärdigt var kvartsfinalplatsen vid Wuhan Open, hennes första Premier 5-turnering. Under turneringen besegrade hon världssexan Simona Halep som utgick i första set med en ryggskada. Hon förlorade i följande omgång mot den blivande mästaren och nr. 14-rankade Aryna Sabalenka. Rybakina avslutade säsongen med en världsranking som nr. 37.

### 2021
Vid olympiska sommarspelen 2020 i Tokyo, som spelades 2021 på grund av coronaviruspandemin, slutade Rybakina på fjärde plats i damsingeln efter att ha förlorat bronsmatchen mot ukrainska Elina Svitolina.

## WTA-finaler

### Singel: 7 (2 titlar, 5 andraplatser)
| Teckenförklaring              |
| ----------------------------- |
| Grand Slam (0–0)              |
| WTA 1000 (0–0)                |
| Premier / WTA 500 (0–3)       |
| International / WTA 250 (2–3) |

| Finaler efter underlag |
| ---------------------- |
| Hard court (1–5)       |
| Gräs (0–0)             |
| Grus (1–1)             |

| Resultat | V–F | Datum          | Turnering                                  | Kategori      | Underlag       | Motståndare             | Resultat           |
| -------- | --- | -------------- | ------------------------------------------ | ------------- | -------------- | ----------------------- | ------------------ |
| Vinnare  | 1–0 | Juli 2019      | Bucharest Open, Rumänien                   | International | Grus           | Patricia Maria Țig      | 6–2, 6–0           |
| Tvåa     | 1–1 | September 2019 | Jiangxi Open, Kina                         | International | Hard court     | Rebecca Peterson        | 2–6, 0–6           |
| Tvåa     | 1–2 | Januari 2020   | Shenzhen Open, Kina                        | International | Hard court     | Jekaterina Aleksandrova | 2–6, 4–6           |
| Vinnare  | 2–2 | Januari 2020   | Hobart International, Australien           | International | Hard court     | Zhang Shuai             | 7–6(9–7), 6–3      |
| Tvåa     | 2–3 | Februari 2020  | St. Petersburg Trophy, Ryssland            | Premier       | Hard court (i) | Kiki Bertens            | 1–6, 3–6           |
| Tvåa     | 2–4 | Februari 2020  | Dubai Championships, Förenade Arabemiraten | Premier       | Hard court     | Simona Halep            | 6–3, 3–6, 6–7(5–7) |
| Tvåa     | 2–5 | September 2020 | Internationaux de Strasbourg, Frankrike    | International | Grus           | Elina Svitolina         | 4–6, 6–1, 2–6      |
| Tvåa     | 2–6 | Januari 2022   | Adelaide International, Australien         | WTA 500       | Hard court     | Ashleigh Barty          | 3–6, 2–6           |

### Dubbel: 1 (1 andraplats)
| Teckenförklaring |
| ---------------- |
| Grand Slam (0–0) |
| WTA 1000 (0–1)   |
| WTA 500 (0–0)    |
| WTA 250 (0–0)    |

| Finaler efter underlag |
| ---------------------- |
| Hard court (0–1)       |
| Gräs (0–0)             |
| Grus (0–0)             |

| Resultat | V–F | Datum        | Turnering              | Kategori | Underlag   | Medspelare           | Motståndare                | Resultat      |
| -------- | --- | ------------ | ---------------------- | -------- | ---------- | -------------------- | -------------------------- | ------------- |
| Tvåa     | 0–1 | Oktober 2021 | Indian Wells Open, USA | WTA 1000 | Hard court | Veronika Kudermetova | Hsieh Su-wei Elise Mertens | 6–7(1–7), 3–6 |